# Camptoptera muiri
Camptoptera muiri är en stekelart som först beskrevs av Perkins 1912.  Camptoptera muiri ingår i släktet Camptoptera och familjen dvärgsteklar. Inga underarter finns listade.